# Magas
Magas (1899-ig Viszoka, szlovákul: Vysoká) község Szlovákiában, az Eperjesi kerület Kisszebeni járásában.

## Fekvése
Eperjestől 40 km-re északnyugatra, Kisszebentől 24 km-re északnyugatra, a Tarcától délre fekszik.

## Története
1278-ban „Wyzka” alakban említik először. 1329-ben „Wysaka”, 1427-ben „Visoka” néven szerepel a korabeli forrásokban. 1427-ben 21 portája volt. A 16. században a Dessewffy és Berzeviczy családok birtoka. 1787-ben 38 házában 273 lakos élt.
A 18. század végén Vályi András így ír róla: „VISZOKA. Tót falu Sáros Várm. földes Ura Gr. Szirmay Uraság; határja meglehetős.”
1828-ban 34 háza volt 218 lakossal. Lakói faárukészítéssel, asztalos, bognár és ácsmesterséggel foglalkoztak.
Fényes Elek 1851-ben kiadott geográfiai szótárában így ír a faluról: „Viszóka, Sáros v. tót f. Hamburg fil. 265 kath. lak. F. u. a Dessewffyek. Ut. p. Eperjes.”
A trianoni diktátum előtt Sáros vármegye Héthársi járásához tartozott.

## Népessége
| Év:            | 1994. | 2004.    | 2014.    | 2024.    |
| -------------- | ----- | -------- | -------- | -------- |
| Emberek száma: | 177   | 150      | 134      | 115      |
| Eltérés:       |       | -15,25 % | -10,66 % | -14,17 % |

| Év:            | 2023. | 2024.   |
| -------------- | ----- | ------- |
| Emberek száma: | 117   | 115     |
| Eltérés:       |       | -1,70 % |

1910-ben 322, túlnyomórészt szlovák lakosa volt.
2001-ben 151 szlovák lakosa volt.
2011-ben 136 lakosából 127 szlovák.

## Nevezetességei
- Római katolikus temploma eredetileg 14. századi kora gótikus stílusú, későbbi többszörös átépítéssel.
- Kápolnája a 19. század elején épült.